# Cándido Milagro García
Cándido Milagro (y) García (Tarazona de Guareña, 4 de septiembre de 1871 - Jaén, 20 de diciembre de 1941) fue un compositor y maestro de capilla español.

## Vida
Cándido Milagro y García nació en Tarazona de Guareña, en la provincia de Salamanca, pero en la diócesis de Zamora. En 1880 ingresó en la capilla de música de la Catedral de Zamora como infante del coro. Uno de los hermanos de Cándido era organista de la Catedral, por lo que es de suponer que se formó musicalmente con su hermano. En 1885 dirigía una rondalla infantil, lo que da una idea de su precoz musicalidad. Continuó sus estudios en el Seminario de Zamora, aunque no llegó a terminar sus estudios de Teología. Durante este tiempo trabajó como organista y director de un orfeón en Zamora.
A los 24 años, sin terminar sus estudios, se presentó a las oposiciones para el magisterio de la Catedral de Jaén. Su examen fue brillante y los jueces lo calificaron con sobresaliente. El 1 de marzo de 1895 obtuvo el magisterio, cargo que mantuvo hasta su fallecimiento. Debido a su carácter parece que tuvo problemas con los seises y los músicos de la capilla, lo que se extendió al cabildo. No hay escritos concretos indicándolo, pero determinados silencios y ausencias en momentos importantes para la Catedral lo dan a entender. También su tardía canongía y su lugar de enterramiento dejan entrever problemas.
En 1913 fue nombrado miembro de la Real Academia de Bellas Artes de San Fernando. Su actividad musical, tanto en la música sacra, como en la profana, fue extraordinaria. Organizó corales, coros y estudiantinas y numerosas otras actividades de las que informaba la Revista local D. Lope de Sosa. El «maestro Milagro» fue llamado en diversas ocasiones por otras catedrales para juzgar las oposiciones de los músicos.
Falleció en Jaén el 20 de diciembre de 1941.

## Obra
No se han conservado muchas composiciones de Milagro en la Catedral de Jaén, unas veinte obras. Entre ellas, varias misas, lamentaciones, un miserere, un Te Deum y un salve. El Salve popular se ha enraizado en las parroquias de la provincia de Jaén como expresión del fervor por la Virgen María.
De entre su música profana destaca la ópera Ohmar.
También publicó un Método didáctico para aprender música.